# Великий громадянин
«Великий громадянин» (рос. Великий гражданин) — радянський двосерійний художній фільм 1937 і 1939 років режисера Фрідріха Ермлера, політична драма. В основу сюжету покладено офіційна точка зору влади СРСР на історію життя і смерті Сергія Кірова. Фільм, фактично виправдує «великий терор» 1937—1938 років. Творчий колектив був удостоєний Сталінської премії I ступеня (1940). Експериментальна телевізійна трансляція фільму стала першою в історії телебачення СРСР (1938).

## Сюжет
Події навколо великого партійного керівника Петра Шахова (Микола Боголюбов) розгортаються в 1925 і 1934 роках (1 і 2 серії відповідно). Історія його боротьби з представниками троцькістсько-зінов'євського блоку і їх лідером Карташовим (Іван Берсенєв) стає справою всього життя. Сюжет заповнений діалогами, гострими суперечками між непримиренними противниками. Шахов розпізнає в директорі заводу «Червоний металіст» Авдєєві противника соціалістичного змагання і призначає замість нього справжнього більшовика Надю Колесникову (Зоя Федорова). Чуття не підводить партійного лідера — Авдєєв виявляється шкідником. Кульмінацією стають полум'яні виступи Шахова на зльоті передовиків (1-а серія) і на мітингу на заводі «Червоний металіст». Слова Шахова знаходять підтримку у трудящих і представника ЦК партії товариша Максима (Борис Чирков). Але вороги Шахова і ВКП (б) не дрімають. У фінальній сцені Шахова розстрілює вбивця, що причаївся за однією з дверей будинку культури, який відвідав керівник. Радянські громадяни клянуться над могилою героя, що справу Шахова буде продовжено і ніхто з ворогів не піде від відплати.

## У ролях
- Микола Боголюбов —  Петро Михайлович Шахов
- Іван Берсенєв —  Олексій Дмитрович Карташов
- Олег Жаков —  Сергій Васильович Боровський
- Георгій Семенов —  Семен Колесніков
- Зоя Федорова —  Надя Колесникова
- Олександр Зражевський —  Володимир Петрович Дубок
- Юхим Альтус —  Савелій Миронович Кац
- Петро Кириллов —  Брянцев
- Надія Райська-Доре —  Серафима Василівна, мати Шахова
- Євген Немченко —  Дронов
- Борис Чирков —  товариш Максим, представник ЦК
- Валентин Кисельов —  редактор газети Гладких
- Наталія Рашевська —  Ольга, дружина Карташова
- Сергій Рябінкін —  Крючков, друг Дронова
- Олександр Полібін —  Соловйов
- Олена Єгорова —  секретарка Карташова
- Борис Пославський —  Яків Олександрович Сизов, резидент іноземрозвідки, він же поручик Владиславський
- Костянтин Адашевський —  Лев Іполитович Авдєєв
- Анатолій Кузнєцов —  уповноважений ГПУ Вершинін
- Лариса Ємельянцева —  Наташа Лосєва
- Борис Жуковський —  лісник Іван Герасимович
- Іван Кузнецов —  динамітник Альоша Ібрагімов
- Юрій Толубєєв —  Михайло Степанович Земцов, 2-й секретар крайкому
- Павло Суханов —  секретар
- Олександр Віолінов —  Георгій Леонідович П'ятаков

## Знімальна група
- Режисер — Фрідріх Ермлер
- Сценаристи — Михайло Блейман, Мануель Большинцов, Фрідріх Ермлер
- Оператор — Аркадій Кольцатий
- Композитор — Дмитро Шостакович
- Художники — Абрам Векслер, Микола Суворов, Семен Мейнкін